# Fender Telecaster Bass
El Fender Telecaster Bass es un modelo de bajo lanzado por la compañía de instrumentos musicales Fender en 1968. Originalmente producido como un relanzamiento de la versión original del Fender Precision Bass, el bajo fue remodelado en 1971 con algunos cambios, continuándose hasta 1979. En 2007, Squier, subsidiaria de Fender, relanzó esta segunda versión del Telecaster Bass como Squier Vintage Modified Precision Bass, que también está descontinuado.

## Historia y detalles
En un principio, este instrumento era básicamente una reedición del diseño original del Fender Precision Bass creado en 1951, que en efecto estaba inspirado en el modelo Telecaster de guitarra eléctrica: Incorporaba un cuerpo y un clavijero con las mismas líneas que la guitarra; contaba con una sola pastilla de bobinado simple o single coil como fonocaptor, y sobre una placa cromada dos controles o potenciómetros, uno para el volumen y otro para el tono. Sin embargo el mástil, de arce, no llevaba incrustado en su envés la clásica tira de madera de la Telecaster, y algunas primeras versiones llevaban en la pala las peculiares (y enormes) clavijas que sólo se podían encontrar en el Fender Jazz Bass. El golpeador era ligeramente más delgado que los utilizados en los años cincuenta y llevaba tantos tornillos como los modelos coetáneos de guitarra eléctrica. Para continuar con las similitudes, el logotipo del clavijero era el mismo que en la guitarra, e incluso en 1968 se incorporó el conocido como "logo CBS", característico por el diseño en negro con una tira dorada.
En 1972 la pastilla original fue sustituida por otra de bobinado doble o humbucker, que además se situó más cerca del mástil, y el clásico golpeador de la guitarra Telecaster fue sustituido por otro que pasaba directamente por debajo de los controles de volumen y sonido, eliminando la placa cromada de los modelos anteriores.
Durante la década de los setenta, continuó fabricándose este modelo paralelamente al Fender Precision Bass. Fue descontinuado en septiembre de 1979.
En abril de 2007, el bajo Telecaster en su segundo modelo fue reintroducido por la marca subsidiaria de Fender, Squier, bajo el nombre de Squier Vintage Modified Precision Bass TB. Aún continúa produciéndose.

## Destacados usuarios
- Steve Harris, legendario fundador y bajista de Iron Maiden, en sus comienzos en la música usó un Telecaster.
- Charlie Tumahai, de Be-Bop Deluxe y Herbs, usó la primera versión del bajo Telecaster.
- Paul McGuigan, bajista original de Oasis, también usó la primera versión del Telecaster.
- Mike Dirnt , bajista de la banda norteamericana Green Day usa uno customizado por él mismo.
- Diego Arnedo, bajista del power trio argentino Divididos, usa una versión personalizada del Telecaster.